# I Get Around (canção de Dragonette)
"I Get Around" é uma música electropop lançada pela banda canadense Dragonette. A música foi escrita e produzida pela banda para seu álbum de estréia Galore (2007). Foi lançado como primeiro single em Abril de 2007.

## Formatos e faixas
Esses são os formatos e faixas dos principeis singles lançados de "I Get Around".
CD single

(1729796; Released 30 de abril de 2007)
1. "I Get Around"
2. "Shockbox"
3. "I Get Around" (Trophy Twins 24 mix)
4. "I Get Around" music video

12-inch picture disc

(1729798-2; Released 2007)
1. "I Get Around" (Ratcliffe mix)
2. "I Get Around" (Van She Tech remix)
3. "I Get Around" (RTNY remix)
4. "I Get Around" (Trophy Twins 24 mix)

7'-inch colored vinyl

(1729797; Released 2007)
1. "I Get Around" (Van She Tech dub remix)

7-track CD Promo
1. I Get Around (Van She Vocal Mix)
2. I Get Around (Van She Dub Mix)
3. I Get Around (Ratcliffe Remix)
4. I Get Around (Ratcliffe Dub)
5. I Get Around (Arthur Baker Remix)
6. I Get Around (Oliver Koletski Remix)
7. I Get Around (Midnight Juggernauts Remix)

## Charts
| Chart (2007)     | Melhor posição |
| ---------------- | -------------- |
| Canadian Hot 100 | 57             |
| UK Singles Chart | 97             |